# Diócesis de Keetmanshoop
La diócesis de Keetmanshoop (en latín: Dioecesis Keetmanshoopen(sis) y en inglés: Roman Catholic Diocese of Keetmanshoop) es una circunscripción eclesiástica latina de la Iglesia católica en Namibia, sufragánea de la arquidiócesis de Windhoek. La diócesis tiene al obispo Willem Christiaans, O.S.F.S. como su ordinario desde el 7 de febrero de 2018.

## Territorio y organización
La diócesis tiene 264 110 km² y extiende su jurisdicción sobre los fieles católicos de rito latino residentes en aproximadamente el tercio meridional de Namibia.
La sede de la diócesis se encuentra en la ciudad de Keetmanshoop, en donde se halla la Catedral de San Estanislao Kostka.
En 2019 en la diócesis existían 9 parroquias.

## Historia
La prefectura apostólica de Gran Namaqualand (Magni Namaqueland, en latín) fue erigida el 7 de julio de 1909 con el decreto In generalibus comitiis de la Congregación de Propaganda Fide, obteniendo el territorio del vicariato apostólico de Orange River (hoy diócesis de Keimoes-Upington).
El 15 de julio de 1930 la prefectura apostólica fue elevada a vicariato apostólico con el breve Supremi munus del papa Pío XI.
El 3 de enero de 1949 asumió el nombre de vicariato apostólico de Keetmanshoop.
El 14 de marzo de 1994 el vicariato apostólico fue elevado a diócesis con la bula papal Qui suo del papa Juan Pablo II.

## Estadísticas
De acuerdo con el Anuario Pontificio 2020 la diócesis tenía a fines de 2019 un total de 45 000 fieles bautizados.
| Año                                                                             | Población            | Población | Población      | Sacerdotes | Sacerdotes    | Sacerdotes    | Bautizados por sacerdote | Diáconos permanentes | Religiosos | Religiosos | Parroquias |
| Año                                                                             | Bautizados católicos | Total     | % de católicos | Total      | Clero secular | Clero regular | Bautizados por sacerdote | Diáconos permanentes | Varones    | Mujeres    | Parroquias |
| ------------------------------------------------------------------------------- | -------------------- | --------- | -------------- | ---------- | ------------- | ------------- | ------------------------ | -------------------- | ---------- | ---------- | ---------- |
| 1950                                                                            | 9385                 | 58 000    | 16.2           | 20         | 1             | 19            | 469                      |                      | 23         | 63         | 21         |
| 1970                                                                            | 18 011               | 81 144    | 22.2           | 26         |               | 26            | 692                      |                      | 35         | 84         |            |
| 1980                                                                            | 24 100               | 109 700   | 22.0           | 26         | 1             | 25            | 926                      | 7                    | 37         | 59         | 22         |
| 1990                                                                            | 30 502               | 162 000   | 18.8           | 26         |               | 26            | 1173                     | 9                    | 35         | 54         | 22         |
| 1999                                                                            | 35 847               | 155 000   | 23.1           | 18         | 1             | 17            | 1991                     | 12                   | 27         | 48         | 21         |
| 2000                                                                            | 36 900               | 158 000   | 23.4           | 17         | 1             | 16            | 2170                     | 12                   | 23         | 51         | 21         |
| 2001                                                                            | 37 600               | 161 000   | 23.4           | 15         |               | 15            | 2506                     | 12                   | 23         | 47         | 21         |
| 2002                                                                            | 37 575               | 161 000   | 23.3           | 17         | 1             | 16            | 2210                     | 11                   | 25         | 47         | 21         |
| 2003                                                                            | 37 973               | 137 675   | 27.6           | 21         | 2             | 19            | 1808                     | 11                   | 26         | 48         | 21         |
| 2004                                                                            | 38 356               | 137 675   | 27.9           | 20         | 2             | 18            | 1917                     | 11                   | 23         | 49         | 21         |
| 2006                                                                            | 40 000               | 144 000   | 27.8           | 18         | 2             | 16            | 2222                     | 9                    | 18         | 47         | 21         |
| 2013                                                                            | 41 365               | 168 400   | 24.6           | 17         | 4             | 13            | 2433                     | 8                    | 14         | 46         | 11         |
| 2016                                                                            | 42 570               | 180 000   | 23.6           | 16         | 3             | 13            | 2660                     | 13                   | 17         | 48         | 11         |
| 2019                                                                            | 45 000               | 183 000   | 24.6           | 12         | 2             | 10            | 3750                     | 11                   | 11         | 41         | 9          |
| Fuente: Catholic-Hierarchy, que a su vez toma los datos del Anuario Pontificio. |                      |           |                |            |               |               |                          |                      |            |            |            |

## Episcopologio
- Stanislaus von Krolikowski, O.S.F.S. † (1910-21 de enero de 1923 falleció)
- Mattias Eder, O.S.F.S. † (16 de marzo de 1923-1930 renunció)
- Joseph Klemann, O.S.F.S. † (24 de febrero de 1931-10 de noviembre de 1942 renunció)
- John Francis Eich, O.S.F.S. † (10 de noviembre de 1942 por sucesión-4 de febrero de 1947 falleció)
- Francis Xavier Esser, O.S.F.S. † (13 de enero de 1949-9 de junio de 1955 nombrado obispo coadjutor de Keimoes-Upington)
- Edward Francis Joseph Schlotterback, O.S.F.S. † (24 de marzo de 1956-2 de octubre de 1989 retirado)
  - Sede vacante (1989-1993)
- Anthony Chiminello, O.S.F.S. † (28 de mayo de 1993-23 de noviembre de 2002 falleció)
  - Sede vacante (2002-2007)
- Phillip Pöllitzer, O.M.I. (31 de mayo de 2007-21 de julio de 2017 retirado)
- Willem Christiaans, O.S.F.S., desde el 7 de febrero de 2018